# رامز حرب
رامز حرب كان قياديًّا فلسطينيًا في سرايا القدس الجناح العسكري حركة الجهاد الإسلامي أغتيل خلال غارة جوية شنتها القوات الإسرائيلية على منزله بقطاع غزة في فلسطين في 19 نوفمبر (تشرين الثاني) عام 2012.

## حياته
كان رامز نجيب حرب، والملقب أيضًا بأبي عبيدة، واحدًا من أهم قيادات سرايا القدس الجناح العسكري لحركة الجهاد الإسلامي وكان مسؤولًا عن جهاز الإعلام الحربي ومساعدا للقائد تيسير الجعبري في لواء غزة التابع لسرايا القدس.

## اغتياله
في عصر يوم الإثنين الموافق 19 نوفمبر (تشيرن الثاني) عام 2012 قامت طائرات تابعة لسلاح الجو الإسرائيلي بغازة جوية على قطاع غزة قصفت خلالها مقرًا تابعًا لحركة الجهاد الإسلامي مما أسفر عن مقتل رامز حرب وثلاثة آخرين من قيادات القدس هم بهاء أبو العطا وخليل البهتيني وتيسير الجعبري خلال ما أطلقت عليه القوات الإسرائيلية اسم عملية عمود السحاب.